# Малинный жук
Малинный жук, или обыкновенный малинник (лат. Byturus tomentosus) — вид жуков-малинников. Широко распространён в Евразии от Западной Европы до Кореи, на юг до Тайваня

## Описание
Длина тела взрослых насекомых (имаго) 3,8—4,3 мм. Тело серовато-чёрное, редко всё тело рыжее, в серым или жёлтых густых волосках. Края переднеспинки и вершина брюшка обычно красноватые. Жуки посещают цветки малины обыкновенной, личинки развиваются внутри ягод. Малинный жук чаще всего встречается в загущённых посадках, первичным местом его обитания и размножения является лесная малина. Зимуют в почве на глубине около 10 сантиметров неподалёку от кустов малины. Самки малинного жука могут откладывать до 50 яиц на пестиках и тычинках растений.